# 長禅寺 (甲府市)
長禅寺（ちょうぜんじ）は、山梨県甲府市にある臨済宗系の単立寺院。東光寺、能成寺、円光院、法泉寺とともに甲府五山のひとつ。

## 歴史
甲府市中央部に位置し、愛宕山の南麓に立地する。甲府には戦国期に甲斐国守護武田氏の創建した寺院が数多く分布し、長禅寺は居館である躑躅ヶ崎館（甲府市武田）を中心とする武田城下町の南端にあたる。近世には甲府城の東部にあたり、長禅寺前は郭外の武家地で、長禅寺参道は東流する藤川を経て長禅寺前の南北通りとなり、三ノ堀を隔てて魚町通りへ至る。享保9年（1724年）に甲斐一国が幕府直轄領化された後は長禅寺前に甲府代官所が設置され、長禅寺前陣屋と呼称された。
長禅寺の前身は甲斐西郡（甲府盆地西部）の国人領主である大井氏の領する巨摩郡相沢（現在の南アルプス市鮎沢）に建立された寺院（古長禅寺）で、大井氏の菩提寺であった。古長禅寺は真言宗寺院であったが1316年（正和5年）に甲斐国おいて臨済宗を布教させた夢窓疎石により改宗されたという。
戦国時代には大井氏の娘である大井夫人が国斐守護武田信虎の正室となり、晴信（信玄）らを出産する。大井夫人は信虎が駿河へ追放された後も館へ留まり、没後に晴信は寺を二分して甲府へ移転する。晴信は臨済宗妙心寺派と強い関係を持ち、後に臨済宗諸寺院である甲府五山を定めた際には第一位としている。
創建年代は、『甲斐国志』によれば信玄生母が死去した天文21年で、『甲斐国社記・寺記』によれば永禄年間（1558年 - 1570年）であるとする。なお、旧地に残されたもう一つの寺は古長禅寺として現存している。
『国志』によれば、信濃安国寺から本尊の阿弥陀像が移されたが、武田氏滅亡に際した兵火により焼失したという。

## 文化財

### 重要文化財

#### 絹本著色武田信虎夫人像

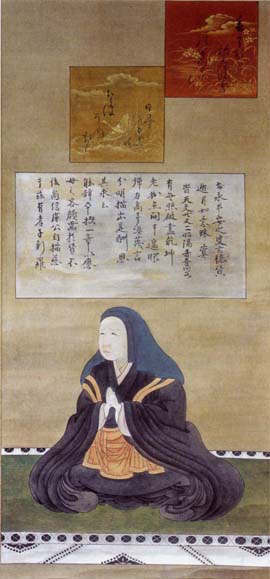
絹本著色武田信虎夫人像

甲斐国西郡の国衆・大井信達の娘で武田信虎の正室となった大井夫人（瑞雲院殿）の肖像画。大井夫人を母とする武田信玄の弟・信廉（逍遥軒信綱）による筆。戦国時代・天文22年（1553年）の筆。寸法は縦87.6センチメートル、横37.3センチメートル。大井夫人は武田氏と大井氏の和睦により永正17年（1520年）に信虎に嫁し、当主となった晴信（信玄）のほか信繁・信廉らの生母となった。天文10年（1541年）の信虎追放後は甲府の躑躅ヶ崎館北曲輪に居住して「御北様」と称せられ、天文21年（1552年）5月に死去した。室町時代には禅宗の影響を受け数多くの肖像画制作が行われているが、本像は天文22年（1553年）に大井夫人の一周忌に際して描かれた供養像。
画面下部に上畳の上に坐して合掌する法体（比丘尼）の夫人像が描かれる。画面の上半は、最上段に色紙形2葉を画して夫人自詠の和歌「春は花秋は紅葉の色ゝも 日かずつもりて散らばそのまま」が記され、その下には信虎の創建した甲府大泉寺の住職安之玄穏が賛文を書している。
本像は信廉21歳の作例で、年記が知られている信廉の作品では初出のものとされる。なお、信虎が創建した大泉寺には天正2年（1574年）に描かれた信廉筆の「武田信虎像」が所蔵されており、こちらには長禅寺二世住職の春国光新が賛文を寄せ両寺の交流を示している。
画風は硬直しやや稚拙であると指摘されるが、同時期の夫人像で法体の供養像である作例は少なく、合掌する手がやや小さいことから男性像の粉本を転用した可能性も指摘されている。

### 山梨県指定文化財

#### 紙本著色渡唐天神像
県内にも数多く残されている室町時代の渡唐天神像図のひとつであるが、礼拝対像としての類型とは異なる作例。ふっくらとした顔立ちに小ぶりな目と短い髭を持つ人間的表情で描かれ、左手に下を向けた梅の小枝を持ち、正面を向いているがやや重心が左に崩れた姿で描かれている。画中上部には七言絶句による賛文がある。
同時代には同じく渡唐天神を人間的に描いた雪舟の作例もある。作者は落款によれば武田信廉の筆であると考えられており、同様の作風である狩野元信の影響が指摘されている。